# Olidiana alata
Olidiana alata är en insektsart som beskrevs av Nielson 1982. Olidiana alata ingår i släktet Olidiana och familjen dvärgstritar. Inga underarter finns listade i Catalogue of Life.